# Краснапоље
Краснапоље (блр. Краснапо́лле; рус. Краснопо́лье) је насељено место са административним статусом варошице (городской посёлок) у источном делу Републике Белорусије. Административно је део Краснапољског рејона (чији је уједно и административни центар) Могиљовске области. 
Насеље се налази на око 120 км југоисточно од административног центра рејона града Могиљова.

## Историја
Насеље је основано под именом Маластовка, а садашњи назив потиче од речи Црвено поље (рус. Красное поле) након што се на том месту водила крвава битка током Великог северног рата између Руског царства и Шведске Империје. По другим теоријама име насеља потиче од великих количина црвене глине. 

## Демографија
Према подацима са пописа становништва из 2009. у граду је живело 6.127 становника.